# Райнер, Фридрих
Фридрих Райнер (нем. Friedrich Rainer, 28 июля 1903, Санкт-Файт-ан-дер-Глан, Каринтия — 19 июля 1947, Любляна, Югославия) — партийный деятель НСДАП, гауляйтер Зальцбурга (1938 - 1941) и Каринтии (1941 - 1945), обергруппенфюрер СС (21 июня 1943).

## Биография
Фридрих Райнер родился 28 июля 1903 года в Санкт-Файте в семье школьного учителя. Изучал право в университете Граца, между семестрами зарабатывал деньги, работая в банке. После успешной сдачи экзаменов работал в нотариальной конторе до получения докторской степени в 1926 году.
В январе 1923 года вступил в СА в Санкт-Файте, и был участником многих националистических организаций. В 1926 году женился (от брака было 8 детей). 10 октября 1930 года вступил в НСДАП (билет № 301 860) и был одним из организаторов ортсгруппе в Санкт-Файте.
В январе 1934 года вступил в СС (билет № 292 774), командир Каринтийского штандарта СС. С мая 1936 года был представителем НСДАП в провинциальном правительстве Каринтии. После аншлюса 13 марта 1938 года рейхскомиссар Йозеф Бюркель назначил Райнера руководителем организационного отдела в своём штабе.
С 22 мая 1938 года — гауляйтер Зальцбурга. С 24 мая 1938 года — руководитель земельного управления Зальцбурга. В 1938 году был избран депутатом Рейхстага. С 1 сентября 1939 года — имперский комиссар обороны 18-го военного округа (со штаб-квартирой в Зальцбурге).
С 15 марта 1940 по 17 ноября 1941 — рейхсштатгальтер Зальцбурга. 30 января 1941 года был назначен почётным гебитсфюрером гитлерюгенда. С 18 ноября 1941 года — гауляйтер Каринтии (со штаб-квартирой в Клагенфурте). С 11 декабря 1942 года — имперский комиссар обороны Каринтии. С 10 сентября 1943 года — высший комиссар в оперативной зоне Адриатического побережья (Удине, Гёрц, Триест, Лайбах, Фиуме и Пола), в руках Райнера была сосредоточена вся полнота власти на этой территории.
28 сентября 1943 года он создал т. н. народное правительство Словении во главе с генералом Леоном Рупником. 15 октября 1943 года Райнер сформировал органы гражданской администрации в Фриули. В 1944 году Фридрих Райнер запретил призывать словенцев в вермахт и принимать их в ряды ополчения СА. В конце апреля 1945 года он пытался организовать последнее отчаянное сопротивление немецко-фашистских войск в Каринтии.

## После войны
В мае 1945 года Райнер попытался скрыться у озера Вайсензее, но был выдан местными жителями и арестован британскими войсками, затем переведён в Нюрнберг. В качестве свидетеля он участвовал в работе Международного военного трибунала в Нюрнберге, в частности по делу Артура Зейсс-Инкварта. 13 марта 1947 года Райнер был выдан Югославии.
10 июля 1947 года он предстал перед военным трибуналом югославской 4-й армии, был признан виновным в преступлениях против народа и приговорён к смертной казни. 19 июля 1947 года приговор был приведён в исполнение.

## Награды
- Шеврон старого бойца;
- Медаль «В память 13 марта 1938 года»;
- Крест военных заслуг 1-й степени без мечей;
- Крест военных заслуг 2-й степени без мечей;
- Золотой партийный знак НСДАП;
- Кольцо «Мёртвая голова»;
- Почётная сабля рейхсфюрера СС.